# Haliplus ruficollis
Haliplus ruficollis is een keversoort uit de familie watertreders (Haliplidae). De wetenschappelijke naam van de soort is voor het eerst geldig gepubliceerd in 1774 door De Geer.